# Cheilanthes newberryi
Cheilanthes newberryi là một loài thực vật có mạch trong họ Adiantaceae. Loài này được (D.C. Eaton) Domin miêu tả khoa học đầu tiên năm 1913.